# Neurosigma nonius
Neurosigma nonius är en fjärilsart som beskrevs av De Niceville 1896. Neurosigma nonius ingår i släktet Neurosigma och familjen praktfjärilar. Inga underarter finns listade i Catalogue of Life.